# Fort Edward (Nowy Jork)
Fort Edward – miasto w Stanach Zjednoczonych, w stanie Nowy Jork, w hrabstwie Washington. Populacja według spisu z 2010 roku wynosiła 6371 osób, natomiast szacowana populacja w 2019 roku to 6130 (zmiana o -3,5%).
Miasto położone jest nad rzeką Hudson. W jego pobliżu rozpoczyna się sztucznie wykopany fragment kanału Champlain, łączącego Hudson z jeziorem Champlain.

## Transport
W mieście znajduje się stacja kolejowa obsługiwana przez Amtrak na trasach Nowy Jork – Montreal oraz Nowy Jork – Rutland. Od 1869 roku funkcjonowała również linia kolejowa z Fort Edward do Glens Falls, w 1882 przedłużona do Lake George. Ruch pasażerski na tej linii zawieszono w latach 50., a towarowy na przełomie lat 60. i 70. XX wieku. 